# Perspektiven (Chor)
Perspektiven ist ein Chor evangelikaler Prägung, der Christliche Popmusik singt und seine Wurzeln in der Jugendchorbewegung hat.

## Geschichte
Der Chor wurde 1987 von Musikproduzent Jochen Rieger gegründet. Seine Sänger rekrutierten sich teilweise aus dem Wetzlarer Jugendchor, den Jochen Rieger zuvor von Margret Birkenfeld übernommen hatte. Perspektiven verstand sich als progressiver Chor und integrierte unter anderem choreografische Elemente in die Auftritte. 1990 erschien das erste Album Praise And Joy mit Lobpreislieder für die Chormusik. In den folgenden Jahren spielte der Chor weitere Konzeptideen wie Lebendige Psalmen mit chortauglichen Psalmvertonungen sowie Gospelprojekte ein. In dieser Zeit bereiste der Chor mit bis zu 25 Konzerten jährlich die gesamte Bundesrepublik, die Schweiz, Österreich sowie Israel.
1993 wurde der Chor dann um eine kleine Live-Band erweitert. Den Bass spielte zunächst Matthias Herrmann, Schlagzeug und Perkussion übernahm Karsten Hellhund und das Keyboard spielte Jochen Rieger erst selber, bevor diesen Part Peter Menger übernahm. Ende der 1990er Jahre löste Dirk Menger Matthias Herrmann am Bass ab. Nachdem sein Bruder Peter aus privaten Gründen aufhören musste, übernahm Dirk Menger das Keyboard. Da damit ein Bassist fehlte, widmete sich Karsten Hellhund mehr und mehr der Perkussion (vor allem dem Cajon). Auch heute besteht die Band noch aus Dirk Menger am Keyboard und Karsten Hellhund an der Perkussion.
Ende der 1990er Jahre begann Jochen Rieger verstärkt an interaktiven Konzepten zu arbeiten, um die Praxis der Chorarbeit in Kirchen und Gemeinden zu unterstützen. Mit thematisch fokussierten Produktionen wie Neue Perspektiven sowie ausführlichem Begleitmaterial von Notenausgaben über Regieanweisungen und Moderationsvorschlägen bis hin zur Playback-CD sollte die abflachende Jugendchorbewegung neu motiviert werden. Ferner setzten sich die Perspektiven für die Integration des Gospels im Gottesdienst sowie die Förderung von Gospelchören ein. So veröffentlichten sie zusammen mit einem eigens hierfür aus bundesweit interessierten Sängern zusammengestellten Projektchor ChorSound 2003 und 2005 zwei Gospelprojekte.
Heute besteht Perspektiven aus einem Chor mit Liveband. Seit 2008 liegt die Chorleitung bei Dirk Menger.

## Trivia
- Chorleiter Dirk Menger ist außerdem Bandmitglied von Samuel Harfst

## Diskografie
- Praise And Joy. (Schulte & Gerth, 1990)
- Expressionen. (Gastauftritt auf Instrumentalalbum; Schulte & Gerth, 1990)
- Perspektiven. (Schulte & Gerth, 1991)
- Juwelen christlicher Chormusik. (Sampler; Schulte & Gerth, 1992)
- Day By Day: White Gospel. (Schulte & Gerth, 1994)
- Ich will dich erheben. Lebendige Psalmen. (Schulte & Gerth, 1994)
- Singt von der Freude. Lebendige Psalmen. (Schulte & Gerth, 1995)
- Neue Perspektiven. (Schulte & Gerth, 1999)
- Hoffnung für morgen. (Sampler; Schulte & Gerth, 2000)
- Sternenglanz erhellt die Nacht. (Schulte & Gerth, 2000)
- Gospel Highlights. (Sampler; Gerth Medien, 2002)
- Freiheit. (Gerth Medien, 2003)
- Chorsound. (Gerth Medien, 2003)
- Gottes Licht scheint in die Herzen. (Gerth Medien, 2003)
- Danke, Jesus. (Gerth Medien, 2004)
- Choir Fire. (Gerth Medien, 2005)
- Lebendige Psalmen. (Sampler; Gerth Medien, 2005)
- Sternstunden. (Gerth Medien, 2006)
- Musikalische Begegnungen mit Dietrich Bonhoeffer. (Gerth Medien, 2006)
- Mein liebstes Weihnachtslied. Prominente und ihr Lieblingslied zu Weihnachten. (Compilation; Gerth Medien, 2006)
- Die Liebe ist das Größte. (Gerth Medien, 2007)
- Glauben und hoffen, Volume 1. (Sampler; Gerth Medien, 2006)